# Зинченко, Василий Емельянович
Василий Емельянович Зинченко — советский государственный и политический деятель, 2-й секретарь Краснодарского краевого комитета ВКП(б).

## Биография
Родился в 1910. Член ВКП(б). Кандидат сельскохозяйственных наук
С 1939 года — на общественной и политической работе. В 1939—1956 гг. — директор Кубанской опытной станции Всесоюзного научно-исследовательского института масленичных культур, заведующий Отделом Краснодарского краевого комитета ВКП(б), старший научный сотрудник Всесоюзного научно-исследовательского института масличных культур, 2-й секретарь Краснодарского краевого комитета ВКП(б), заместитель заведующего Отделом партийных, профсоюзных и комсомольских органов ЦК ВКП(б) — КПСС, член Центральной Ревизионной Комиссии КПСС.
Избирался депутатом Верховного Совета РСФСР 2-го, 3-го, 4-го созывов.
Умер в 1985 году в Воронеже.